# Tretopileus sphaerophorus
Tretopileus sphaerophorus är en svampart som först beskrevs av Berk. & M.A. Curtis, och fick sitt nu gällande namn av S. Hughes & Deighton 1960. Tretopileus sphaerophorus ingår i släktet Tretopileus och familjen Corticiaceae.   Inga underarter finns listade i Catalogue of Life.